# Adrien Veber
Pour les articles homonymes, voir Veber.
Adrien Veber est un avocat, homme politique, responsable de journaux et auteur français né le 8 mars 1861 à Bambiderstroff (Moselle) et mort le 29 octobre 1932 à Saint-Denis (Seine).

## Biographie
De son nom complet Adrien Jean François Veber, il naît le 8 mars 1861 à Bambiderstroff (Moselle). Fils d'un secrétaire de mairie, il étudie au lycée de Charleville
Répétiteur à Saint-Omer, à Valenciennes et au lycée Saint-Louis à Paris de 1879 à 1883, il est instituteur de la ville de Paris. Tout en passant sa licence de droit, il est secrétaire de la revue socialiste. Avocat, il est conseiller municipal de Paris de 1896 à 1903, vice-président du conseil municipal, conseiller général de la Seine et président du conseil général et député de la Seine de 1902 à 1919, siégeant sur les bancs socialistes. Pendant la guerre, il s'éloigne des positions du parti et finit par être exclu du parti et de la candidature. 
En 1918, Adrien Veber est l'un des trois directeurs du journal La France Libre (avec Arthur Rozier et Compère-Morel) créé à l'initiative d'une quarantaine de députés SFIO.
Battu aux législatives de 1919, il fonde avec d'autres le Parti socialiste français.
Il meurt le 29 octobre 1932 à Saint-Denis à l'âge de 71 ans.

## Publications

### Essais et réflexions
- La Suppression des octrois. Les origines de l'octroi. L'opinion française. Historique de la question de 1789 à 1848 et 1851. La commission impériale de 1869. L'octroi devant le parlement républicain. Les rapports Guillemet et Bardoux... Avec une préface de A. Millerand, etc. éd.  V. Giard et E. Brière , 1899, 235 p
- L'Éclairage,  éd.  H. Dunod et E. Pinat , 1906, 340 p.
- Les Impôts, 1905,  éd. G. Bellais 116 p.
- Le Socialisme municipal éd.  V. Giard et E. Brière , 1908, 63 p.

### Publications liées à ses activités d'élu
- Rapport sur l'Organisation du régime du gaz à Paris. Chambre des Députés. 8e législature. Session extraordinaire de 1902. no 483, 235 p (Édition : Paris : Impr. de Motteroz, 1902)